# Calhoun County, Mississippi
Calhoun County är ett county i norra delen av delstaten Mississippi, USA. Den administrativa huvudorten (county seat) är Pittsboro. 

## Geografi
Enligt United States Census Bureau har countyt en total area på 1 523 km². 1 519 km² av den arean är land och 4 km² är vatten. 

### Angränsande countyn
- Lafayette County - nord
- Pontotoc County - nordost
- Chickasaw County - öst
- Webster County - syd
- Grenada County - sydväst
- Yalobusha County - väst

### Orter
- Big Creek
- Bruce
- Calhoun City
- Derma
- Pittsboro (huvudort)
- Slate Springs
- Vardaman